# Осадчий, Иван Яковлевич
Осадчий Иван Яковлевич (род. 22 июля 1949, Верхний Хомутец, Ростовская область) — советский, украинский и американский ученый, изобретатель, обладатель 3 патентови государственной награды ВДНХ СССР, автор 4 книг и множества научных статей в области виноградарства и виноделия. Основное направление научных исследований — производство трудно прививаемых виноградных саженцев и морозостойкость виноградных растений. Кандидат сельскохозяйственных наук.

## Биография

### Происхождение и ранние годы
Родился в хуторе Верхний Хомутец Ростовской области в семье учителей. После окончания школы поступил в Новочеркасский инженерно-мелиоративный институт. Интерес к научным исследованиям начал проявлять уже на начальных курсах института. Особенно увлекался биофизикой. После окончания института был принят в аспирантуру к всемирно известному ученому Рябчуну О. П. Первые самостоятельные научные исследования в области физиологии винограда начал проводить на базе Всероссийского научно-исследовательского института винограда и вина в Новочеркасске. В 1975 году проходя стажировку в МГУ им. Ломоносова, занимался вопросами биофизики и физиологии растений.

### Профессиональный путь
В 1983 году Осадчий И. Я. был приглашен на научную работу старшим научным сотрудником в Ялтинском НИИ Винограда и вина «Магарач» под руководством профессора и всемирно известного ученого Голодриги П. Я. Это заведение является одним из крупнейших научно-исследовательских институтов мира, занимающихся вопросами виноградарства и виноделия. Осадчий И. Я. занимался выведением новых сортов винограда, внедрением новых технологий производства виноградных саженцев, продолжал работать над вопросами морозостойкости винограда.
В 1984 году большинство виноградников Крыма били повреждены морозом. Благодаря технологиям Осадчего И. Я., удалось быстро восстановить поврежденные виноградники и сэкономить государству миллионы рублей. В 1988 году защитил кандидатскую диссертацию. С 1990 по 1996 год возглавлял Отдел питомниководства винограда в НИИ «Магарач». Несколько десятков научных сотрудников и лаборантов проводили исследования под его руководством. Было разработано несколько принципиально новых технологий по производству привитых виноградных саженцев и опубликованы десятки научных работ. Был награждён медалью ВДНХ СССР за участие в разработке новой технологии по производству виноградных саженцев с использованием полиэтиленовой пленки.
В 1996 году одна из ведущих питомниководческих компаний пригласила Осадчего И. Я. на работу в США по программе привлечения экстраординарных специалистов. В США Осадчий И. Я. занимается внедрением своих технологий в производство виноградных саженцев. Параллельно продолжает научные исследования и сотрудничает с учеными Калифорнийского университета в Дейвисе.